# تاريخ اللاهوت المسيحي
تُعَد عقيدة الثالوث جوهر اللاهوت المسيحي لدى الثالوثيين، وهو نتيجة للاستكشاف المستمر بواسطة الكنيسة للنصوص المقدسة، التي عُرضت في المناقشة والأطروحات، وصيغت في النهاية في مجمع نيقية الأول سنة 325 ميلادية، بطريقة -وفقًا لعقيدتهم- تتوافق مع الكتاب المقدس، وأعيد تنقيحها في المجامع والكتابات اللاحقة. اعتمدت مؤسسات الكتاب المقدس أساسًا في صياغة المذهب على إنجيل يوحنا.
تُعد اللاثالوثية إحدى المعتقدات المسيحية المتعددة التي ترفض العقيدة الثالوثية، التي تنص على أن الله يتجلى في ثلاثة هيئات في كيان واحد. اختلفت آراء مجاميع اللاثالوثية العصرية كثيرًا على طبيعة الله ويسوع والروح القدس.

## الكتاب المقدس القانوني
الكتاب المقدس القانوني هو مجموعة من الكتب المسيحية المستوحاة إلهيًا، ومن ثم تُسن التشريعات استنادًا إليها، رغم استخدام الكنيسة المبكرة للعهد القديم وفقًا للشريعة اليونانية القديمة (السبعينية)، ومن ناحية أخرى فإن الرسل لم يتركوا مجموعة مُعرفة من الكتب المقدسة، في حين تغير العهد الجديد بمرور الوقت.
تم تداول الكتابات الخاصة بالرسل بين المجتمعات المسيحية المبكرة جدًا. عُممت رسائل بولس الإنجيلية جماعيًا بحلول نهاية القرن الأول الميلادي. يذكر الشهيد جستن، في بداية القرن الثاني، «مذكرات الرسل» مع أن مراجعه لم تكن مفصلة بدقة. جادل قديس ليون (إيرينيئوس) نحو سنة 160 م. في 4 أناجيل فقط (رباعية)، وجادل أيضًا أنه سيكون من غير المنطقي رفض أعمال الرسل في حين نقبل بإنجيل لوقا، وكلاهما من نفس الكاتب. ربما استخدم أوريجانوس نفس الكتب الـ 27 حتى سنة 200 م، كما في العهد الجديد، رغم استمرار الخلافات حول شريعة العبرانيين، وجيمس، وبطرس الثاني، ويوحنا الثاني والثالث. برهن الجزء الموراتوري وبطريقة مماثلة على وجود مجموعة من الكتابات المسيحية المحفوظة، المشابهة قليلًا للعهد الجديد، المكون من 27 كتابًا.
ذكر أثناسيوس أسقف الإسكندرية في رسالته في عيد الفصح سنة 367، بالضبط نفس العدد والترتيب الذي سيصبح عليه قانون العهد الجديد المقبول لدى الكنيسة اليونانية. وافق المجلس الإفريقي (فرس النهر) سنة 393 على العهد الجديد، كما هو قائم ليومنا هذا، إلى جانب الكتب السبعينية، على غرار قرار مجلس قرطاج عام 397 و419. أصدر مجلس روما للبابا داماسوس الأول سنة 382، قانونًا كتابيًا للمذكور سابقًا. أرسل البابا إينوسنت سنة 405 قائمة من الكتب المقدسة إلى أسقف الغال، قديس تولوز (إكسوبيورينس). ومع ذلك، فإن الصياغة العقائدية الكاملة للشريعة لم يكن معمولاً بها حتى قيام مجمع ترنت في القرن السادس عشر.

## ظهور اللاهوت المسيحي
أحيانًا يُشار إلى ظهور اللاهوت المسيحي بوصفه انتصارًا للعقلانية الهلنستية على الإيمان العبراني ليسوع والتلاميذ الأوائل. احتج اللاهوتي الإفريقي المبكر ترتليان، مثلًا، بأن فلسفة أثينا تفسد إيمان أورشليم. أوضحت الحوارات الأخيرة هذه الصورة وأظهرت الاختلاف بدقة.
- حاول المسيحيون منذ بداية الحركة المسيحية فهم تأثير يسوع الناصري، وبدأوا يتناقشون حول فهمها بطرق مختلفة. لم يوجد قط إيمان مسيحي غير منطقي أو غير متنازع فيه.[7]
- ارتكزت منذ البداية هذه العمليات العقلانية على الأفكار والروايات الخاصة باليهودية المعاصرة، التي كانت بالفعل هلنستية بدرجات مختلفة. بمرور الوقت، رُكز على الأفكار والروايات في سياق هلنستي، وبقيت الكتب اليهودية مفتاحًا لقيادة التطور اللاهوتي، ولم يكن الفرق بين العبرية والهلنستية واضحًا دائم. اعتُقد سابقًا أن بعض عناصر اللاهوت المسيحي المبكر هي هلنستية تمامًا (مثل مقدمة إنجيل يوحنا)، ثم نُظر إليها لاحقًا بأنها يهودية تمامًا.
- تحولت الأفكار والروايات القائمة على هذه العملية وأعطيت سياقًا جديدًا في الممارسات المسيحية الخاصة بالإخلاص، وتشكيل المجتمع والتبشير بالإنجيل، والمدى الكبير للاقتباس -من الثقافة الهلنستية مثلًا- واكتسبت معاني جديدة في هذه العملية لا ينبغي التقليل من شأنها.[8]

سُميت إحدى الفصائل المسيحية المبكرة -في القرن الثاني والثالث- بالأرثوذكسية الأولية، لأنهم الأسلاف الأكثر مباشرة للمسيحية التي عُرفت في القرن الرابع بالأرثوذكسية، إذ استثمرت الكثير من الوقت والجهد في التواصل بين المحادثات المنتشرة على نطاق واسع، وأيضًا السعي وراء الاهتمام العميق بالمعتقدات والممارسات الخاصة بهم. قاد هذا الاهتمام والتواصل تطور النشاط اللاهوتي، كالرغبة في نشر المسيحية، أو جعلها مقبولة في الثقافة الهلنستية.

## اللاهوت الأبوي
اكتسبت المسيحية في انتشارها أعضاءً معينين من الدوائر المتعلمة في العالم الهلنستي، الذين أصبح بعضهم أساقفة. إذ أنتجوا صنفين من الأعمال: اللاهوتية والدفاعية، والأخيرة كانت أعمالًا تهدف إلى الدفاع عن الإيمان باستخدام العقل لدحض الحجج ضد موثوقية المسيحية. عُرف هؤلاء المؤلفون باسم آباء الكنيسة، وسُميت الدراسة الخاصة بهم بالآباء. ومن أبرزهم جستن الشهيد، وإيريناوس، وترتليان، وإكليمندس الإسكندري، وأوريجانوس.
ظهر قدر كبير من الفكر اللاهوتي في القرون الأولى للكنيسة المسيحية، في عدة نطاقات وصياغات ولغات، كان الكثير منها نتاجًا لمحاولات مناقشة كيفية تعايش الإيمان المسيحي في ثقافات مختلفة جدًا عن تلك التي وُلدت فيها. يمكن قراءة الكثير من الأدب اليوناني مثلًا، محاولةً للتصالح مع الثقافية الهلنستية. شهدت تلك الحقبة الظهور البطيء للأرثوذكسية (بدا أن تلك الفكرة تنبثق من الخلافات بين الكاثوليكية والغنوصية)، وتأسيس قانون كتابي، وحوارات حول عقيدة الثالوث، مثل بين مجمع نيقية سنة 325 ومجمع القسطنطينية سنة 381، وفيما يخص الكريستولوجيا، مثل بين مجمعيّ القسطنطينية سنة 381 وخلقيدونية سنة 451، وحول نقاء الكنيسة، مثلًا في المناقشات المحيطة بالتبرعيين (الحركة الدوناتية)، وفيما يخص النعمة، وحرية الإرادة والقدر، مثل النقاش بين أوغسطينوس وبيلاجيوس.

## قانون نيقية
كل نصوص قانون نيقية، الموضوعة في مجمع نيقية، تتناول بعض الجوانب التي كانت محل مناقشة عاطفية ولحسم أمر الكتب محل الجدل، باتفاق أكثر من 300 من الأساقفة الحاضرين. دعا قسطنطين نحو 1800 من أساقفة الكنيسة المسيحية (نحو 1000 في الشرق و800 في الغرب). يصعب تحديد عدد الأساقفة المشاركين بدقة، تتراوح التقديرات بين 250 و318. رغم التوصل إلى إتفاق في مجلس عام 325، أنتصر الأريسيون وهيمنوا على معظم الكنيسة في معظم القرن الرابع، غالبًا بمساعدة أباطرة الرومان الذين فضلوهم.

### نيقية وما بعد نيقية

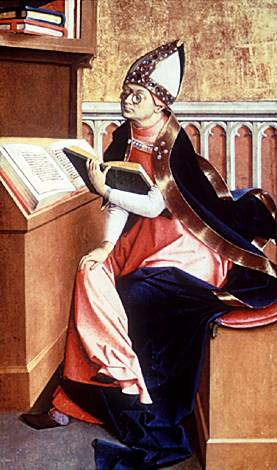
أوغسطينوس

أنتجت المسيحية القديمة المتأخرة عددًا عظيمًا من آباء الكنيسة المشهورين الذين كتبوا مجلدات من النصوص اللاهوتية، ومن ضمنهم إس إس، أوغسطينوس، وغريغوريوس النزينزي، وكيرلس الأورشليمي، وأمبروز الميلاني، وجيروم. نتج عن ذلك العصر الذهبي للنشاط الأدبي والعلمي الذي لم يسبق له مثيل منذ أيام فيرجيل وهوراس. تعرض بعض هؤلاء الآباء للنفي، مثل يوحنا ذهبي الفم وأثناسيوس، وعانى بعضهم الاضطهاد أو الاستشهاد على يد الأباطرة البيزنطيين الزنادقة. تُرجم العديد من كتاباتهم إلى الإنجليزية في مصنفات موسوعة آباء نقية وما بعدها.

### البابوية والأسبقية
تطور لاهوت أسقف روما بوجود بابوية منفردة بمرور الوقت. يتوافق أصله مع تطور الهيكل الأسقفي القرن الأول، إذ عُد أسقفيًا. كانت أصول مفهوم الأسبقية البابوية غامضًا تاريخيًا، يقوم لاهوتيًا، على 3 تقاليد مسيحية قديمة:
1. كان للرسول بطرس مكانة مميزة بين الرسل.
2. عين الرسول بطرس خلفاءه أساقفةً لروما.
3. إن الأساقفة هم خلفاء الرسل.

ما دام الكرسي البابوي عاصمة الإمبراطورية الغربية، تُعد هيبة أسقف روما أمرًا مسلمًا به دون الحاجة إلى جدل لاهوتي معقد فيما وراء هذه النقاط، بعد انتقالها إلى ميلانو ومن ثم إلى رافينا بينما، تطورت حجج أكثر تفصيلًا، ومع ذلك، كانت الصفة البطرينية والرسولية، في العصور القديمة، إضافةً إلى «أسبقية الاحترام»، فيما يخص الكرسي الروماني، لم يطعن فيها قط الأباطرة أو الولاة الشرقيون أو الكنيسة الشرقية. أكد المجمع المسكوني للقسطنطينية سنة 381 أن روما «الأفضل بين مجموعة من الأشخاص المتساوين». تطور الوضوح المذهبي والحجج اللاهوتية حول أسبقية روما بحلول نهاية العصور القديمة. إن ما استلزمته هذه الأسبقية وممارستها، سيصبح موضع جدل لاحقًا.